# Онгарије (Тревизо)
Онгарије је насеље у Италији у округу Тревизо, региону Венето.
Према процени из 2011. у насељу је живело 486 становника. Насеље се налази на надморској висини од 23 м.